# NGC 1128-1
NGC 1128-1 (другие обозначения — MCG 1-8-27, A 0255+05, ZWG 415.41, 3ZW 52, DRCG 9-43, 3C 75, KCPG 84A, PGC 11189) — эллиптическая галактика (E) в созвездии Кит.
Галактика имеет активное ядро, которое образуют две вращающиеся сверхмассивные чёрные дыры. Компьютерное моделирование показывает, что эти две чёрные дыры будут постепенно приближаться друг к другу, пока не сольются.
Галактика является внегалактическим радиоисточником, известным под названием 3C 75.
Галактика имеет гантелеобразную форму, которая вероятно получилась в результате слияния двух больших галактик.
Этот объект входит в число перечисленных в оригинальной редакции «Нового общего каталога».